# سیارک ۳۹۰۵
سیارک ۳۹۰۵ (به انگلیسی: 3905 Doppler، نامگذاری:1984QO) سه هزار و نهصد و پنجمین سیارک کشف شده‌است که در ۲۸ اوت ۱۹۸۴ کشف شد.
قدر مطلق سیارک برابر ۱۲٫۷۰ است.